# 八幡神社 (新座市)
八幡神社（はちまんじんじゃ）は、埼玉県新座市の神社。

## 歴史
創建年代は不明である。二つの説があり、1354年（正平9年）に創建された説と、1661年（寛文元年）に創建された説である。前者は口伝によるもの、後者は神社明細帳によるものである。前者の説によれば、1354年（正平9年）に愛宕神社が創建され、1673年（延宝元年）に池上本門寺の守護神とされる八幡神を勧請し、両社を統合して現在地に移転したのだという。当社の隣には日蓮宗の番星寺があり、別当寺であったと推測されるが、江戸時代後期には無住（住職不在）となっている。
明治初期、近代社格制度に基づく「村社」に列せられ、1928年（昭和3年）に昭和天皇御大典記念事業として社殿の新改築をしている。

## 交通アクセス
- 路線バス野火止三丁目停留所より徒歩1分。